# Culex lanei
Culex lanei är en tvåvingeart som beskrevs av Oliveria Coutinho 1962. Culex lanei ingår i släktet Culex och familjen stickmyggor. Inga underarter finns listade i Catalogue of Life.